# Kurochkinegramma hypogrammicum
El suimanga estriado (Kurochkinegramma hypogrammicum) es una especie de ave paseriforme de la familia Nectariniidae propia del Sudeste Asiático. Es el único miembro del género Kurochkinegramma.

## Distribución y hábitat
Se encuentra en Brunéi, Camboya, sur de China, Indonesia, Laos, Malasia, Birmania, Singapur, Tailandia, y Vietnam. Su hábitat natural son las selvas húmedas tropicales y subtropicales de las tierras bajas.

## Subespecies
Se reconocen las siguientes:
- K. h. lisettae (Delacour, 1926) - norte de Myanmar, sur de China (Yunnan), norte de Tailandia y norte-centro de Indochina
- K. h. mariae (Deignan, 1943) - sur de Indochina
- K. h. nuchale (Blyth, 1843) - península malaya
- K. h. hypogrammicum (Müller, S, 1843) - Sumatra y Borneo
- K. h. natunense (Chasen, 1935) - Islas Natuna (noroeste de Borneo)